# مقاطعة بايك (إلينوي)
مقاطعة بايك (بالإنجليزية: Pike County)‏ هي إحدى المقاطعات في ولاية إلينوي في الولايات المتحدة الأمريكية.

## معرض صور

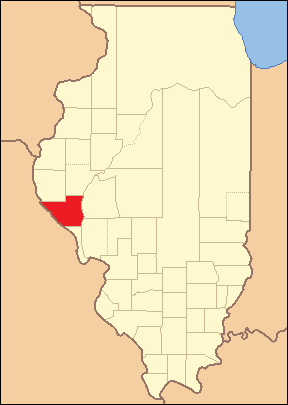
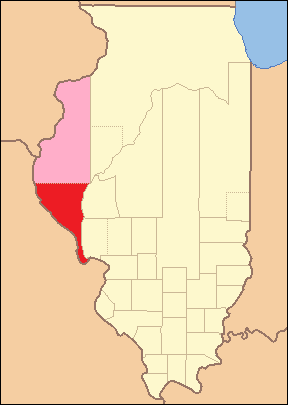
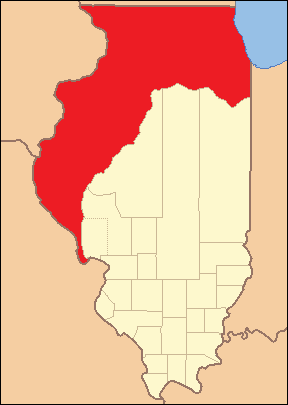